# Giuseppe Ceracchi
Giuseppe Ceracchi, también conocido como Giuseppe Cirachi (Roma, 4 de julio de 1751-París, 30 de enero de 1801), fue un escultor italiano, representó al estilo neoclásico en Italia, Inglaterra y la naciente Estados Unidos, fue un apasionado republicano durante las revoluciones estadounidense y francesa. Es recordado por sus bustos de destacados británicos y estadounidenses.

## Biografía
Inicialmente se formó en Roma junto a Tommaso Righi (1727-1802) y luego continuó sus estudios en la Academia de San Lucas. Se dirigió a Londres en 1773, acompañado con una carta de presentación de Mateo Nulty, un anticuario y escultor aficionado inglés radicado en Roma, y trabajó bajo las órdenes de Agostino Carlini, miembro fundador de la Real Academia. Ceracchi exhibió bustos en la Academia desde 1776 hasta 1779 y fue propuesto para ser miembro, pero solo recibió cuatro votos a favor. Su busto del presidente de la Academia, sir Joshua Reynolds, está en la colección de la Real Academia de Arte. Mientras vivió en alojamientos de Carlini cerca de la Plaza Soho, Ceracchi modeló paneles arquitectónicos ornamentados y bajorrelieves para Robert Adam, sobre todo un gran bajorrelieve de un sacrificio a Baco, de cuatro metros de largo y dos metros de altura, en composición de masilla patente de Adán, para la fachada posterior de la casa de Desenfans en Portland Place. En 1778, Ceracchi esculpió las estatuas de la Templanza y la Fortaleza en Piedra de Pórtland para la fachada Strand de la Somerset House de sir William Chambers en Londres; Carlini, quien modeló las otras dos virtudes clásicas para el proyecto, se ocupó de la escultura arquitectónica para Somerset House durante varios años y recomendó sin dudas a Ceracchi. Además de los bustos realizó en Londres un retrato de cuerpo entero de Anne Seymour Damer (ella también fue escultora y hasta cierto punto su pupila), con vestiduras antiguas y con sus herramientas a sus pies (Museo Británico).
Regresó a Roma en 1781, pero tuvo que abandonar la ciudad en dos ocasiones debido a sus vínculos con los movimientos jacobinos. Se hizo amigo de Johann Wolfgang von Goethe durante el Grand Tour del poeta alemán por Italia en 1786-1788, ya que habitaron en el mismo edificio en Via del Corso, donde Ceracchi tuvo su taller/casa. Goethe le encargó un busto de Johann Joachim Winckelmann y vivieron juntos en el estudio de Ceracchi por un breve período en 1788.
Hizo dos visitas a la nueva república norteamericana, en 1790-1792, con la esperanza de ser el encargado de erigir un monumento extremadamente elaborado para la nueva República y George Washington, él intentó convencer al Congreso de votarlo, y otra vez en 1794-1795, cuando estuvo decepcionado en el aumento de los fondos para su aventura por medios privados. De este proyecto irrealizable para una altisonante alegoría en mármol, James Madison comentó a secas que el escultor «era un entusiasta adorador de la Libertad y la Fama, y con toda su alma estaba empeñado en conseguir la última oportunidad para un monumento del pasado». Cartas duplicadas de Ceracchi dirigidas a Washington y George Clinton describen planes para un monumento nacional a Washington que se construirían en la recién planeada ciudad capital.
Durante sus dos visitas a ese país realizó bustos en poses heroicas de líderes de la revolución estadounidense, entre ellos Benjamin Franklin (Academia de las Bellas Artes de Pensilvania), John Jay (Suprema Corte, Washington D. C.), Thomas Jefferson (Monticello), George Washington con un corte de cabello y toga romanas (Museo Metropolitano de Arte), George Clinton, también representado como un noble romano (dos bustos, Boston Athenæum y Sociedad Histórica de Nueva York), Alexander Hamilton (Biblioteca Pública de Nueva York). Aunque muchos sus temas prominentes para él fomentaron su arte, no se conoce a ciencia cierta si le pagaron luego de haberlos realizado. Washington cortésmente rechazó el obsequio de su busto romano de tamaño colosal en yeso.
Regresó a Florencia sobre 1794. En Roma vehemente proyectó a la República Italiana bajo los auspicios de revolucionarios franceses, cuando José Bonaparte llegó a la ciudad en 1797, dibujó simpatizantes jacobinos como él. En los disturbios jacobinos de diciembre de 1797, durante los cuales fue asesinado general de brigada Mathurin-Léonard Duphot, Ceracchi fue señalado como líder de los manifestantes; acontecimientos que condujeron directamente a la muerte de Duphot por decisión del Directorio que ocupó la ciudad. Tropas francesas llegaron el 10 de febrero de 1798 y el día 15 la República Romana fue proclamada. En 1799 Ceracchi se trasladó a París, donde se esculpió el busto del papa Pío VI (Residenzmuseum, Múnich; Palazzo Bianco, Génova). Luego de haber esculpido un busto de Napoleón Bonaparte (Museo de Nantes), se desilusionó tras el golpe de Estado del 18 de brumario ya que se vio envuelto en la reacción paranoica y furiosa de Napoleón por la trama de la calle Saint-Nicaise, un atentado contra la vida de Napoleón en el que se hizo explotar una «máquina infernal» que costó la vida de inocentes; por el que Ceracchi fue detenido junto con otros hombres abiertamente jacobinos el 8 de enero y guillotinado el 30 de enero de 1801, «yendo al cadalso, se dice, en un carro triunfal diseñado por él mismo».